# Wola Rębkowska
Wola Rębkowska – wieś sołecka w Polsce położona w województwie mazowieckim, w powiecie garwolińskim, w gminie Garwolin.
| SIMC    | Nazwa          | Rodzaj    |
| ------- | -------------- | --------- |
| 0671480 | Biel           | część wsi |
| 0671496 | Rębków-Kolonia | część wsi |

Do 1954 roku istniała gmina Wola Rębkowska. W latach 1975–1998 miejscowość administracyjnie należała do województwa siedleckiego.
W Woli Rębkowskiej znajduje się stacja kolejowa Garwolin.
We wsi mieszczą się zbiory Ludwika Goździa i Tadeusza Barankiewicza.
Wierni Kościoła rzymskokatolickiego należą do parafii Matki Boskiej Częstochowskiej w Garwolinie.